# Дутугемуну
Дутугемуну, также известен как Дуттха-Гамани Абхайя (в переводе — бесстрашный Гамани; ? — 137 до н. э.) — правитель Царства Анурадхапура со 161 по 137 год до н. э. Национальный герой Шри-Ланки.
Наиболее известен тем, что сверг царя Элара, освободив родные земли от завоевателей из Индостана и став единоличным правителем Анурадхапуры. Благодаря Дутугемуну сингалы смогли сначала вернуть себе независимость, а позже и отстоять её в войне с тамильским государством Чола.
Из-за значимости Дутугамуну как одного из символов исторической мощи сингалов, о его жизни существует ряд мифов и легенд. Однако многие аспекты его жизни подтверждены письменными источниками, и основные сведения о его жизни обычно считаются точными.

## Биография
В период с около 160 по 140 год до н. э. войска Чоло захватили значительную часть острова Шри-Ланки. Местное сингальское население негативно относилось к тамильским завоевателя. К этому периоду относятся первые упоминания о наследном принце сингальской царской династии Дутугемуну. Сперва он командовал малыми и большими отрядами сингальской армии, которая вела боевые действия против армии чольского царя Элара. Дутугемуну продолжал вести боевые действия, даже несмотря на то что большая часть местной знати смирилась с властью тамильцев. Дутугемуну часто лично возглавлял атаки, участвовал в засадах на врага, умело владел оружием.
В 161 году до н. э. Дутугемуну стал коронованным правителем Царства Анурадхапура. Оно не занимало территорию всего острова Шри-Ланка, а только центральные области и часть побережья Индийского океана. Ландшафт этих территорий составляли преимущественно труднопроходимые тропические джунгли и горы, что создавало хорошие условия для консолидации сил.
В горных районах Дутугемуну провёл реформу сингальские войска, сделал воинов более организованными и лучше обученными. Он смог укомплектовать царскую армию новыми отрядами боевых слонов, организовал надёжную разведку сил противника.
Позже сингальская армия под его командованием перешла к активным действиям. По чольцам войска наносили повторяющиеся внезапные удары. Отряды армии царя Элара были вытеснены из джунглей центральной части острова на побережье. Однако и в прибрежных областях чольцы не смогли сохранить свои позиции, сингалы продолжали отвоёвывать территорию. По всей вероятности, подкрепления чольцев с материка не были существенными. Воюющие стороны значительных преимуществ друг над другом не имели. Вооружение обоих армий составляли лёгкие копья, дротики, луки и стрелы, мечи встречались редко, железные доспехи также были только у знатных и богатых воинов.
Сингалы были более мотивированы на боевые действия: остров Шри-Ланка был их родиной, они сражались за независимость своего царства, за изгнание завоевателей, против рабства. Дутугемуну, как считается, удачно воспользовался в затянувшейся войне своим преимуществом перед войсками чольцев — боевыми слонами, с помощью которых сингалы могли вести успешные боевые действия в джунглях.
В результате более чем десятилетней войны войска царства Чола к 140 году до н. э. окончательно вышли со Шри-Ланки, оставив ряд укреплённых пунктов на побережье. Также чольцы понесли значительны боевые потери.
Предположительно, правители Чолы ожидали продолжения военной кампании Дутугемуну на материке, куда войска могли прибыть на лёгких мореходных судах. Но сингальский монарх не стал продолжать войну с чольцами, удовлетворившись изгнанием завоевателей за пределы сингальского царства.
Помимо боевых подвигов, в книге Махавамса Дутугемуну описывается как набожный буддист. После становления царём он укрепил положение буддизма, в том числе построил несколько буддистских храмов.